# Oskar Seeman
Oskar Seeman (* 9. Oktober 1997 in Pärnu) ist ein estnischer Schauspieler.

## Leben und Karriere
Seeman wurde am 9. Oktober 1997 in Pärnu geboren. Sein Vater ist der Schauspieler Sepo Seeman. Er absolvierte 2016 das Pärnu Sütevaka Humanities Gymnasium. Danach setzte er sein Studium an der Estnische Akademie für Musik und Theater fort.
2019 hatte Seeman eine Synchronrolle in Lotte ja kadunud lohed. Außerdem wurde er 2022 für die Miniserie Armastus gecastet. Im selben Jahr trat er in dem Kurzfilm Heiki on the Other Side. Unter anderem bekam Seeman 2023 in dem Film Vigased pruudid eine Hauptrolle. 2024 brachte seine Frau Zwillinge zur Welt.

## Filmografie
- 2019: Lotte ja kadunud lohed
- 2022: Armastus (Miniserie)
- 2022: Heiki on the Other Side (Kurzfilm)
- 2023: Vigased pruudid